# Заря (журнал, 1922—1925)
«Заря́»  — общественно-политический журнал на русском языке, издававшийся в 1922—1925 годах названной его в честь группой внепартийных правых социал-демократов («Центром внепартийных правых»). Журнал имел подзаголовок «Орган социал-демократической мысли». Редактором издания с № 4 (1922) и руководителем «Центра внепартийных правых» был Семён Португейс.

## Характеристики издания
Помимо Португейса, в число авторов журнала «Заря» (и в состав одноимённой группы) также входили Анатолий Байкалов (в том числе под криптонимом А. Б.),  Фёдор Цедербаум (под псевдонимом П. Богомил), Семён Загорский, Сергей Ингерман, Давид Шуб и другие. Сам Португейс использовал при публикациях псевдонимы Ст. Иванович, Стива Нович и В. И. Талин (а также криптонимы В. И. Т., Ст. И. и Ст. Ив.).
Журнал издавался в Берлине, всего было выпущено 34 номера (1922, 15 февраля — 1925, <февраль>): №№ 1—9/10 в 1922, №№ 1—12 в 1923, №№ 1(23)—10(32) в 1924, №№ 1(33)—2(34) в 1925. В качестве ответственного редактора №№ 1—3 (1922) был заявлен А. Хомски(й). Издание финансировалось Ингерманом. Журнал распространялся бесплатно, так как журналист С. М. Пистрак, «владелец берлинского издательства „Грани“, был поклонником Ст. Ивановича».
При «Заре» также было организовано одноимённое издательство, первым и единственным выпуском которого стала работа Португейса «Пять лет большевизма. Начала и концы» (1922. — 159 с.).

## История
Группа «Заря», имевшая организации в Москве, Петрограде, Нью-Йорке, Лондоне, Париже и Берлине, вела свое идейное происхождение от раскола меньшевиков на «оборонцев» и «интернационалистов». Идеологическими символами объединения были провозглашены Георгий Плеханов и Александр Потресов, хотя сам Потресов в деятельности журнала участия не принимал — прежде всего потому, что эмигрировал из Советского Союза в феврале 1925 года, когда издание уже почти прекратило своё существование.
В редакционной статье «Кто мы?», помещённой в № 1 (1922) «Зари», о сотрудниках издания говорилось как о социал-демократах, целью которых является «социалистическая демократия». Основными задачами журнала провозглашались борьба с большевизмом и противостояние идее соглашения с «красным самодержавием», выдвинутой Центральным комитетом Российской социал-демократической рабочей партии (ЦК РСДРП).
По представлению авторов издания, в борьбе с большевизмом принципы всеобщего избирательного права и Учредительного собрания в полной мере сохраняют свою актуальность. В большевистском эксперименте сотрудники журнала видели не этап революции, а её «катастрофический срыв», а в соглашательской линии ЦК РСДРП — политику «практически вздорную, принципиально угашающую дух революционного протеста против деспотии». Португейс настаивал, что боязнь контрреволюции, владевшая умами членов социал-демократической партии, безосновательна после ухода с политической сцены оплота реакции — дворянско-помещичьего сословия: «неумной мистификацией являются эти запугивания реакцией на случай падения большевиков».
Подвергая критике руководство РСДРП, авторы журнала подчёркивали, что отношение ЦК партии ко многим насущным вопросам, и прежде всего к Гражданской войне в России, было продиктовано большевистским мировоззрением. Рассуждая об идеологических установках официального эмигрантского меньшевизма, социал-демократ Юлий Фердман отмечал, что «группа Ф. И. Дана ведёт себя по отношению к большевикам, как кадеты вели себя по отношению к царизму».
Основное внимание на страницах издания уделялось критике большевиков и идеологическому противостоянию с журналом Заграничной делегации РСДРП (ЗД РСДРП) «Социалистический вестник», который за любовь освещать распри в советском государственном и партийном руководстве и подозрительную осведомлённость в этих вопросах удостоился прозвища «Социалистический сплетник». В «Заре» также на постоянной основе печатались материалы о международном социалистическом движении и актуальной тактике мировой социал-демократии, обзоры событий в России и рецензии.
Отношения между «Центром внепартийных правых» и ЗД РСДРП были крайне враждебными, а полемика между ними обладала всеми признаками фракционной борьбы. Членам социал-демократической партии было запрещено публиковаться в «Заре», а Португейс не был принят в состав берлинской группы РСДРП на основании того, что во время Гражданской войны он состоял членом Союза возрождения в Одессе и вербовал добровольцев в армию белого генерала Антона Деникина. В ответ на это в № 4 «Зари» была опубликована заметка, в которой утверждалось, «что среди сотрудников нашего журнала лица́, состоявшего членом комиссии по набору добровольцев в армию ген. Деникина, нет», а Португейс действительно высказывался за вооружённое сопротивление Красной Армии и поддерживал самостоятельный отряд Союза возрождения, но тем не менее никого в него не вербовал.
Известно, что среди читателей журнала был и председатель Совета народных комиссаров РСФСР Владимир Ленин: в письме руководителям советских центральных учреждений лидер большевиков, возлагая на своих секретарей обязанность педантично высылать ему важнейшие русские и заграничные издания, относил к числу последних меньшевистский «Социал-демократ», «Зарю» и эсеровские «Современные записки».

## Комментарии
1. ↑  Именно в этом издательстве под псевдонимом В. И. Талин была выпущена книга Португейса «По переписи: Из записок советского статистика» (Берлин, 1922. — 166 с.).
2. ↑  Формально ЗД РСДРП, образованная в 1920 году, являлась частью партийного ЦК. Другой частью Центрального комитета было Бюро ЦК в России, ликвидированное советскими органами госбезопасности к середине 1920-х годов.